# 神戸三宮駅 (阪急)
神戸三宮駅（こうべさんのみやえき）は、兵庫県神戸市中央区にある阪急電鉄神戸本線・神戸高速線の駅。駅番号はHK-16。

## 概要
神戸市の都心・三宮に位置するターミナル駅である。阪神電気鉄道の神戸三宮駅や西日本旅客鉄道（JR西日本）東海道本線（JR神戸線）の三ノ宮駅を含め各線と接続する交通の要衝となっており、各社線とも兵庫県内で最も利用客が多い。駅周辺は百貨店や商業施設、飲食店などが集積しており、県内及び市内最大の繁華街を形成している。
当初は東海道本線と山陽本線の境界である神戸駅が神戸側のターミナル駅として建設された経緯があったが、三宮駅に私鉄や地下鉄の路線が集積することで、戦前からの神戸市の中心部であった新開地（神戸駅西側の地域）から三宮へ神戸市の都心が移る要因のひとつともなった。「私鉄王国」と呼ばれていた地域に位置することもあり、神戸新交通を除く各路線が東西に並行するように走っている。各路線のホームや駅舎の規模を合わせると、県下最大規模の駅である姫路駅を上回る。
当地区は神戸市の都心・三宮の再整備プロジェクトの中心とされており、これまで市、鉄道各社、有権者を交えた再開発の検討が行われている。市が発表した「神戸三宮「えき≈まち空間」基本計画」では、「三宮クロススクエア」として三宮駅周辺のフラワーロード、中央幹線への一般車両乗り入れを無くし歩行者専用空間に改造するとされており、各駅ビル等の再開発が進められている。2013年・2014年の阪神・阪急三宮駅の駅名改称により、JR、新交通・地下鉄、阪神・阪急がそれぞれ違う駅名を称しているが、同計画では各社6つの駅があたかも一つの大きな「えき」となるような空間を目指しており、各社ばらばらとなっている駅名を「神戸三宮駅」に統一したい意向を示している。

### 当駅からの接続路線

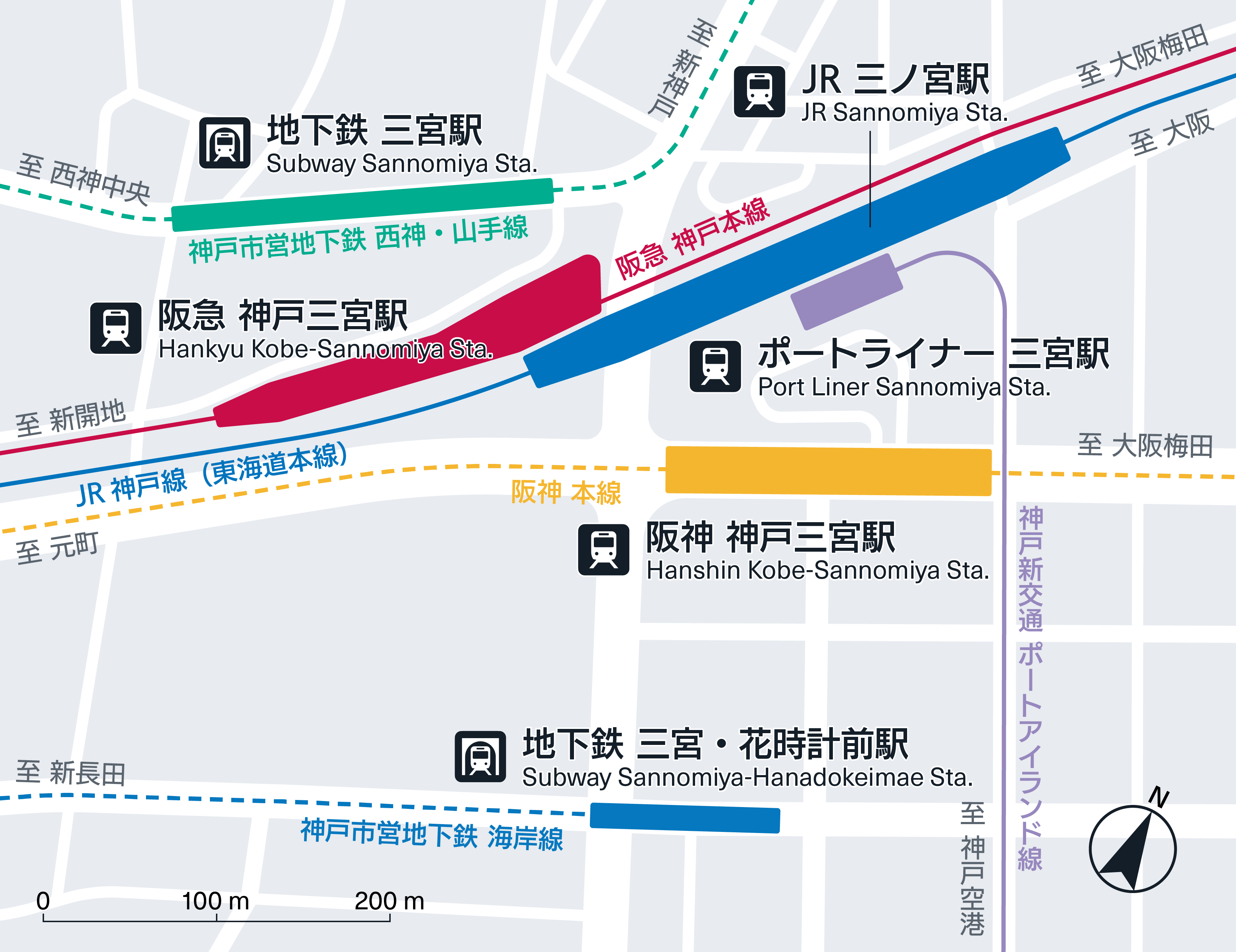
各鉄道路線の三宮駅の駅位置を正縮尺で描いた地図。

山陽電気鉄道（山陽）の列車が神戸高速線を介して阪神・阪急両方の駅に発着する関係上、神戸高速線では、阪神・阪急の神戸三宮駅を区別する意味で社名を冠して「阪神神戸三宮駅」「阪急神戸三宮駅」と案内している。
- 阪神電気鉄道
  - 本線：神戸三宮駅 - 駅番号はHS 32
- 西日本旅客鉄道（JR西日本）
  - 東海道本線（JR神戸線）： 三ノ宮駅 - 駅番号はJR-A61
- 神戸新交通
  - ポートアイランド線：三宮駅 - 当駅が起点、駅番号はP01
- 神戸市交通局（神戸市営地下鉄）
  - 西神・山手線 ：三宮駅 - 駅番号はS03
  - 海岸線：三宮・花時計前駅 - 駅番号はK01

## 歴史

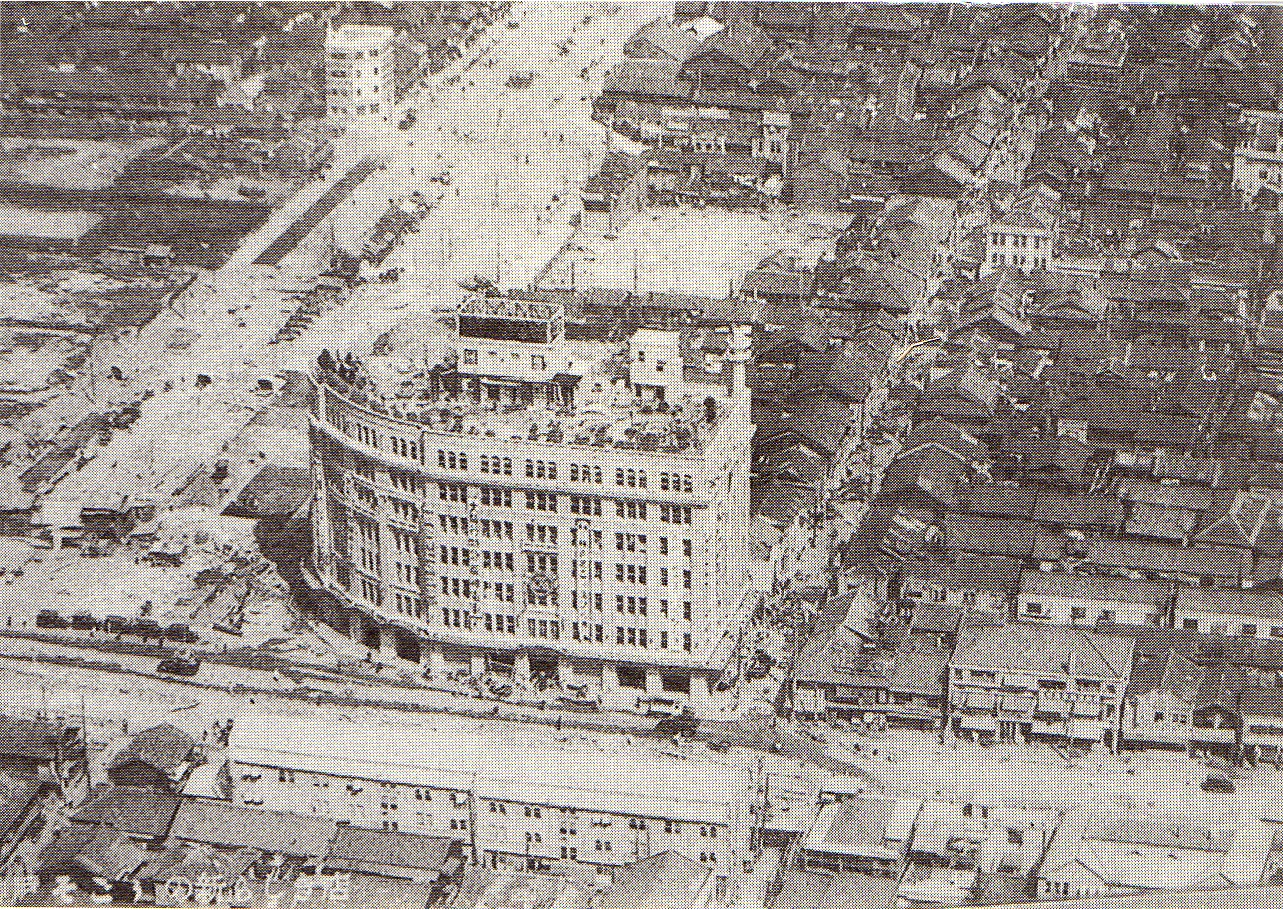
国鉄三ノ宮駅前で拡張工事の進む国道2号、1933年（昭和8年）頃、映っているビルが「三宮阪神ビル」（そごう神戸店が入居）で、国道の地下に阪神の三宮駅が建設された

大正時代に、阪神に続いて箕面有馬電気軌道（箕有）が阪神間の都市間輸送に参入した。同社は阪神が滝道に延伸されたのと同じ年、神戸と西宮を結ぶ環状線敷設のための特許を収得していた灘循環電気軌道という業者に着目し、阪神との駆け引きの末これを買収、社名も箕面有馬電気軌道から阪神急行電鉄（阪急）と改め、阪神間新線の建設に取り掛かった。現在の阪急神戸本線である。
このとき、同社は当初から三宮の地に乗り入れることを計画していたといわれ、その方法を阪急は高架線にするものとしていたが、市では市街地の分断を憂慮して地下化を要請したことから対立し、工事に着手することが不可能となった。このため阪急では、とりあえず市電が延伸されてきていた上筒井の地に暫定ターミナルの神戸駅を設置し、当地への延長については引き続き市と協議を行うこととした。後に阪神の地下線が完成する頃に高架線で三宮に乗り入れることがようやく認められた。
阪急の三宮延伸と阪神の元町延伸はどちらが先に開業するか神戸市民の注目を集めていたといわれており、阪急は2週間遅れで同年4月1日に当地への延長を果たした。延伸に伴い三宮が新たな神戸側における唯一の拠点駅となったため、阪神に代わって神戸駅を名乗ることになった。
太平洋戦争により、神戸の市街地は三宮も含めて焦土と化すが、戦災復興都市計画の中で戦前の段階で既に繁華街となっていた三宮の地を、新開地に代わって行政の中心地にもする事が定められ、市役所が湊川から三宮に移転するなど、戦後の駅周辺は神戸の中心地として栄えるようになった。
1968年（昭和43年）、市電の代替となる高速鉄道路線の形成および神戸周辺を通る私鉄線（阪神・阪急・山陽・神戸電鉄）同士の連絡を図る目的で、神戸高速鉄道が開業した。これに伴い、頭端式構造で三宮に設けられた阪急の神戸駅も阪神と同様に通過駅構造となり、阪神同様にターミナル機能が分散したことから、三宮駅へ改称された。
1995年（平成7年）の阪神・淡路大震災により、阪急の駅ビルが甚大な被害を受けた。駅の施設は5ヶ月ほどで復旧され、現在の神戸三宮阪急ビルは2021年に竣工した。
2013年（平成25年）4月30日、阪急阪神ホールディングスは阪神とともに三宮駅の改称を発表し、2013年12月21日に神戸三宮駅に改称した。

### 年表
- 1936年（昭和11年）4月1日：阪神急行電鉄（現在の阪急電鉄）の神戸駅が開業する[12]。同時に、それまでの同線における神戸側ターミナルだった従来の神戸駅を上筒井駅（1940年廃止）と改称し、支線（上筒井線）の駅とする[12]。
- 1968年（昭和43年）4月7日：神戸高速鉄道東西線が開業する[10]。同時に、三宮駅に改称[2]。
- 1982年（昭和57年）：ホームを10両対応に延伸[2]。
- 1995年（平成7年）
  - 1月17日：阪神・淡路大震災が発生し、運行を停止。
  - 3月13日：阪急神戸本線の王子公園駅と当駅間が、正雀工場から陸送された3編成（阪急8000系）を使用して運行再開し、営業を再開[13]。
  - 6月1日：当駅と花隈駅間の運行を再開[14]。
  - 6月12日：阪急神戸本線が全線復旧[12]。
- 2010年（平成22年）10月1日：神戸高速鉄道の事業形態変更に伴い、当駅と新開地駅間を阪急神戸高速線と呼称する。同時に、阪急の駅を神戸高速鉄道との共同使用駅から阪急単独駅に変更。
- 2013年（平成25年）12月21日：神戸三宮駅に改称[15][11]。同時に駅番号を導入[15]。
- 2020年（令和2年）
  - 10月10日：2番線ホームで可動式ホーム柵の使用を開始[16]。
  - 11月7日：3番線ホームで可動式ホーム柵の使用を開始[17]。
  - 12月26日：1番線ホームで可動式ホーム柵の使用を開始[18]。
- 2021年（令和3年）
  - 2月20日：4番線ホームで可動式ホーム柵の使用を開始[19]。
  - 4月26日：神戸三宮阪急ビルが開業[20]。

阪急と阪神の駅も、もともとは「三宮駅」という名称であったが、神戸市の中心駅であることをより明確化するために阪急は2013年に、阪神は2014年に「神戸三宮駅」に名称変更を行った。

## 駅構造
島式ホーム2面3線を有する高架駅である。中線は上下線ホームで挟まれている。
阪急電鉄では、神戸市における同社のターミナル駅であることを強調するため、神戸三宮駅と呼称してきたが（肉声による放送は2004年頃までの一時期、自動放送は2006年頃までの一時期を除く）、2013年（平成25年）12月21日にこれを正式な駅名とした。ただし、神戸高速線からの場合は、阪神の神戸三宮駅との区別のため「阪急神戸三宮」と呼称している。
当初は神戸駅を名乗っていたが、神戸高速鉄道の開通と同時に三宮駅に改称し、2013年（平成25年）12月21日に神戸三宮駅に改称している。詳しくは#歴史を参照。かつては当駅および高架下の商業施設を含めて神戸阪急ビル東館を構成し、阪急百貨店が入居する駅ビルだった。1936年に完成した旧ビルは、ビル側面のアーチを電車が出入りする特徴的な構造から「神戸の顔」として親しまれたが、1995年の阪神・淡路大震災で半壊。早期復旧のため仮設駅として改築され、仮設の駅ビルは2016年まで営業した。新ビルは地上29階地下3階建て、延べ床面積約2万8850平方メートルで高層階にホテル、中層階にオフィスフロア、駅直通の地下2階 - 地上3階と高架下に商業施設「EKIZO神戸三宮」を備えて2021年4月26日に開業した。 ※経緯については神戸阪急ビルを参照。
1980年11月までは、他の鉄道事業者の三宮駅（三ノ宮駅）が神戸市葺合区に位置していた中、阪急のみが生田区に位置していたが、同年12月の合併で所在地は他の鉄道事業者と同じく中央区となった。
ホームの一部は、ドーム状の屋根で覆われており、形状は1960年代までの梅田駅に設置されていたものと類似している。ドーム状の屋根には神戸大空襲時に受けた焼夷弾痕を修理した部分がいくつか残っており、屋根を支える鉄柱の一部は焼夷弾から発せられた熱で湾曲している。
トイレは東口・西口両改札内に設置されている。多機能トイレも双方に設置されているが、オストメイトに対応した設備は東口にのみ設置されている。

### のりば
| ホーム | 路線        | 方向 | 行先                                     | 備考                                  |
| ------ | ----------- | ---- | ---------------------------------------- | ------------------------------------- |
| 1      | ■神戸高速線 | 下り | 新開地・ 山陽（明石・姫路）方面          |                                       |
| 2      | ■神戸高速線 | 下り | 新開地・ 山陽（明石・姫路）方面          | 下りは原則当駅止用 上りは当駅折り返し |
| 3      | ■神戸本線   | 上り | 大阪梅田・西宮北口・京都河原町・宝塚方面 | 下りは原則当駅止用 上りは当駅折り返し |
| 4      | ■神戸本線   | 上り | 大阪梅田・西宮北口・京都河原町・宝塚方面 |                                       |

配線上では、高速神戸・新開地方面が1号線、上りホームと下りホームに挟まれた線路が2号線、大阪梅田方面が3号線となる。しかし、線路の数とホームの数が一致しないため、旅客案内上では1号線を「1番ホーム」、2号線の下り側ホームを「2番ホーム」、上り側ホームを「3番ホーム」、3号線を「4番ホーム」としている。なお、のりば番号が設定されている阪急の駅で「○号線」と呼ばないのは当駅以外に高速神戸駅・新開地駅・天神橋筋六丁目駅があるが、これらは別の理由による。
開業から神戸高速鉄道との直通開始までは頭端式ホーム4面3線の構造で、3号線の北側の4番ホームと1号線と2号線の間の2番ホームが降車ホーム、3号線と2号線との間の3番ホームと1号線南側の1番ホームが乗車ホームであった。神戸高速鉄道との直通を機に頭端式の構造ではなくなったが、4面3線の構造はそのままであった。梅田方から2号線に入線する場合、上り線を通らずに入線可能な構造であった。
特急の10両編成化において、ホーム延長スペースを確保する必要が出てきたため、その準備として1981年（昭和56年）までに現在の配置に改造された。この改造により、梅田方から2号線に入線する場合、一旦上り線を通って入線する構造となり、ダイヤ構成上のネックとなっている。
一部例外を除き、2番ホームは基本的に大阪梅田方面への折り返し列車からの降車用、もしくは同列車から新開地方面への乗換用として使用されている。
当駅で折り返す山陽からの直通列車は当駅で乗客を降車させ、一旦梅田方へ引き上げてから運用に入るのが基本だが、一部1番ホームに直接入線して折り返す列車もある。

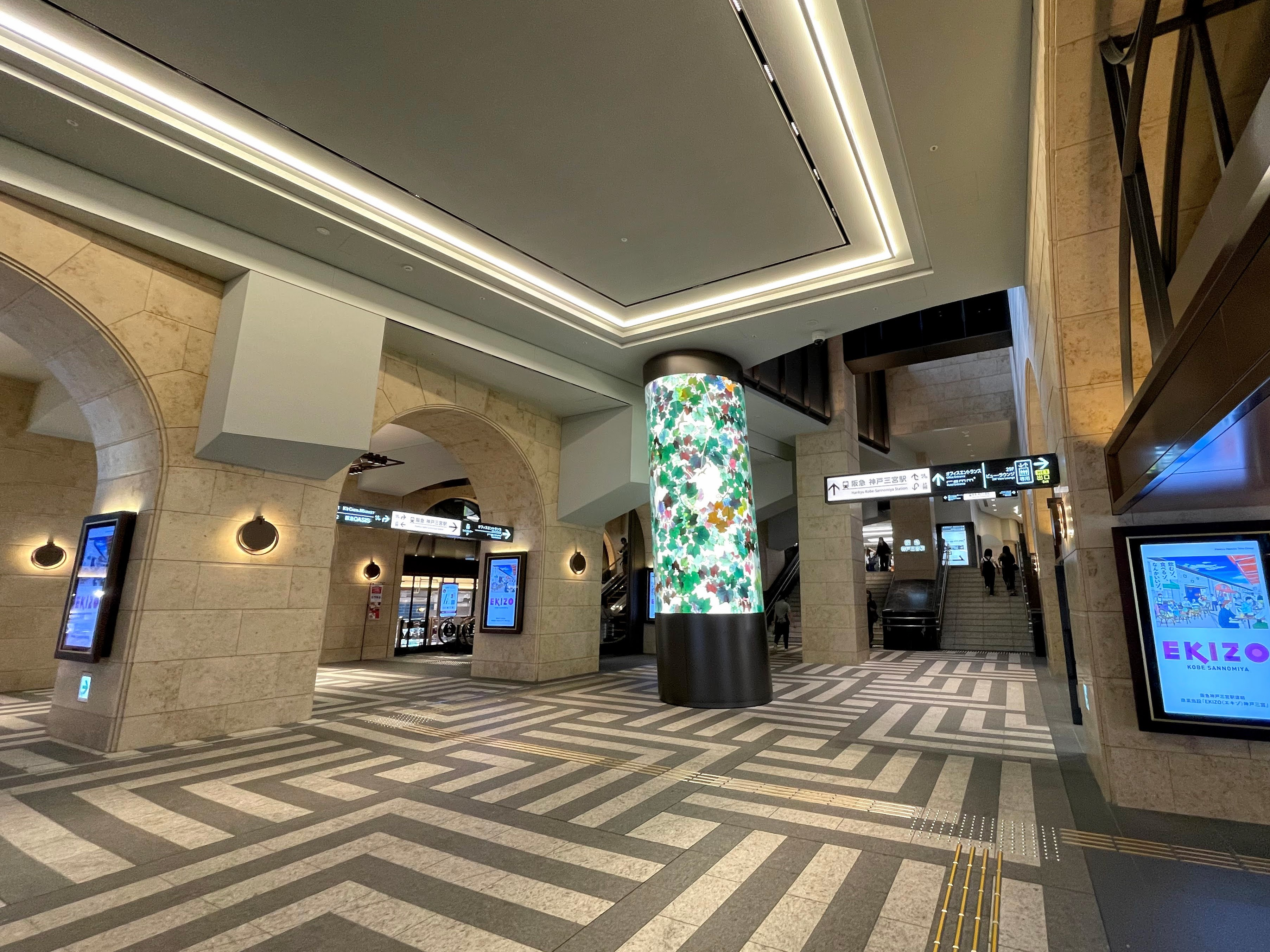
東口コンコース
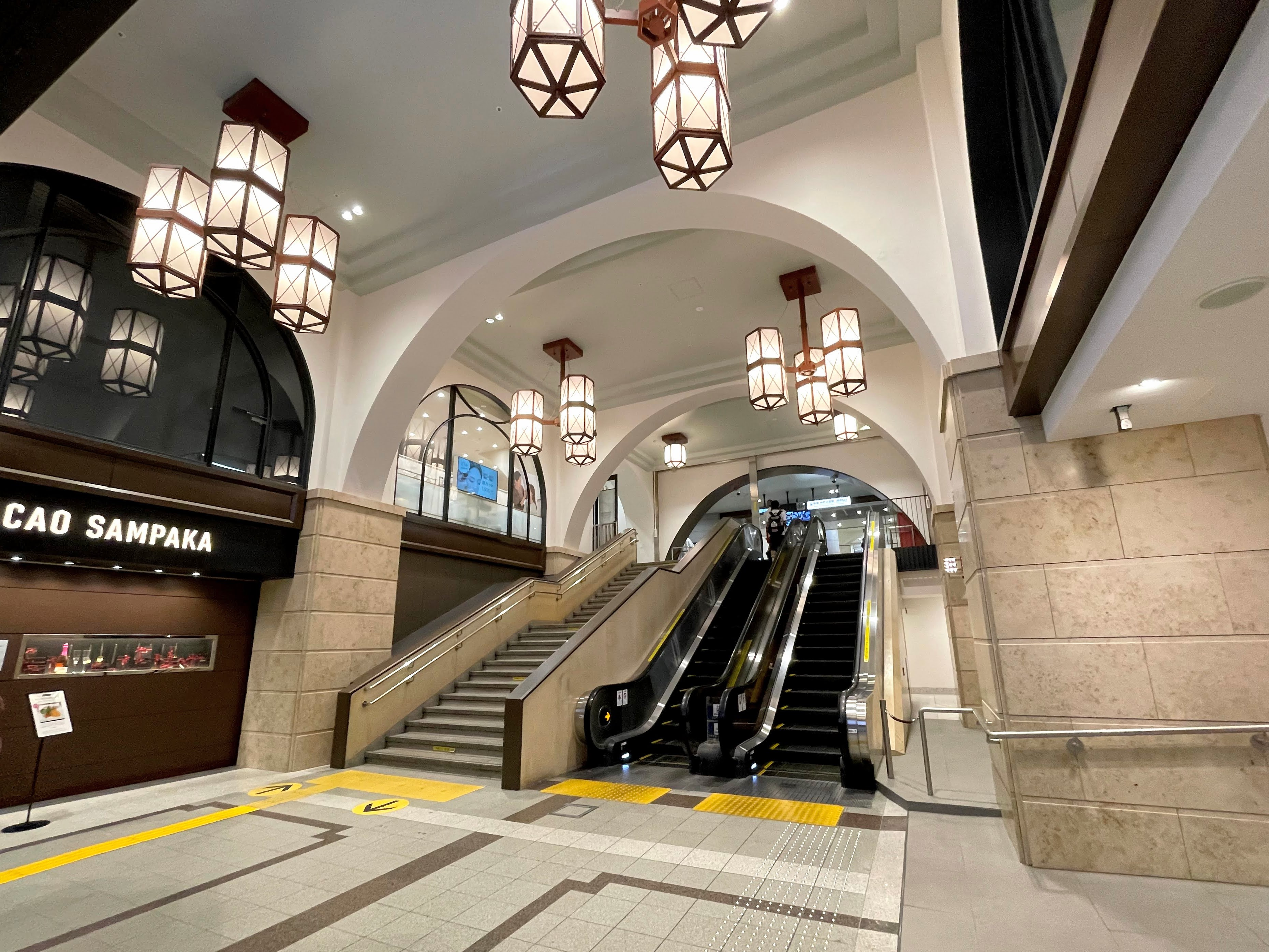
西口コンコース
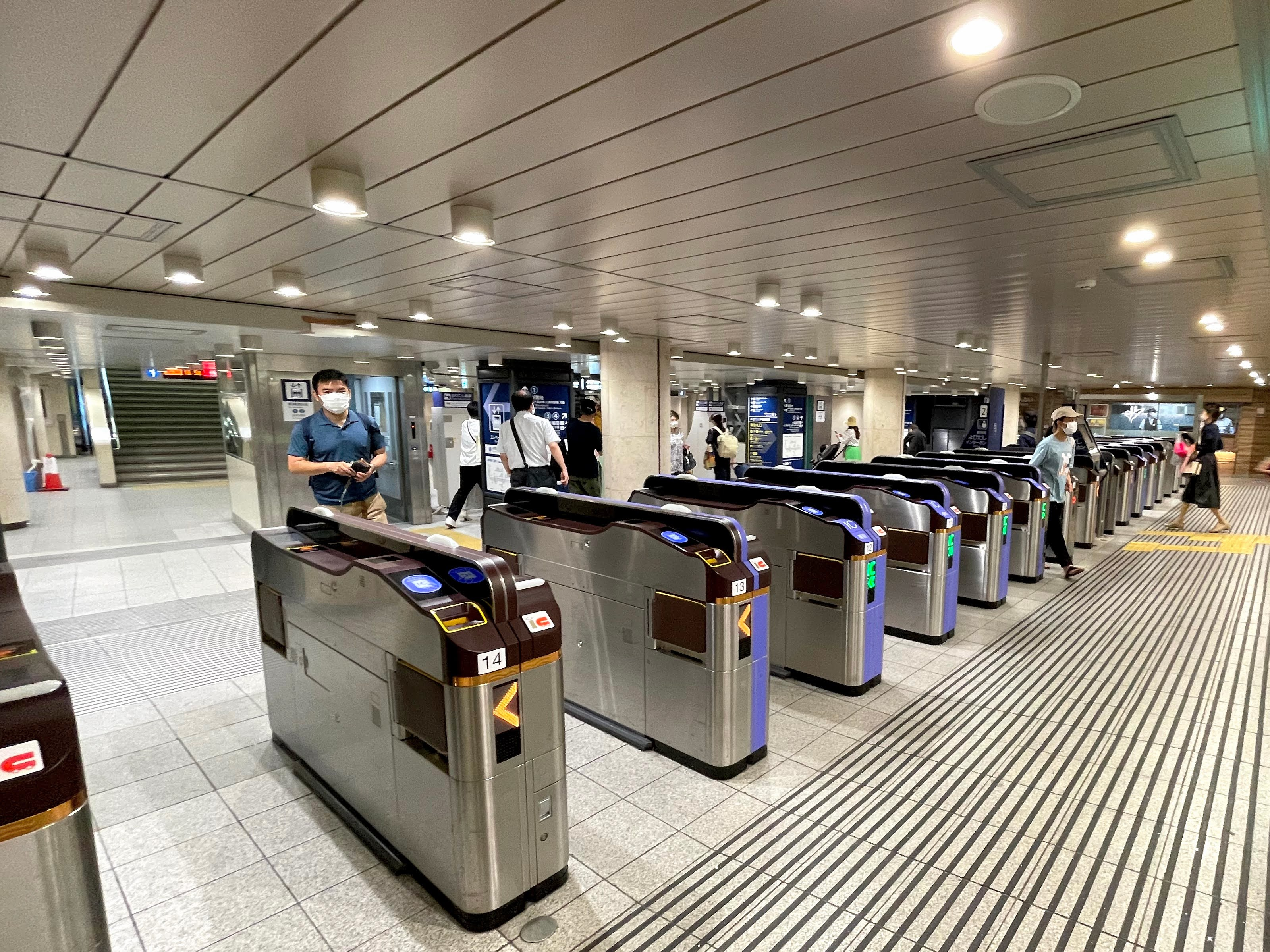
東改札口
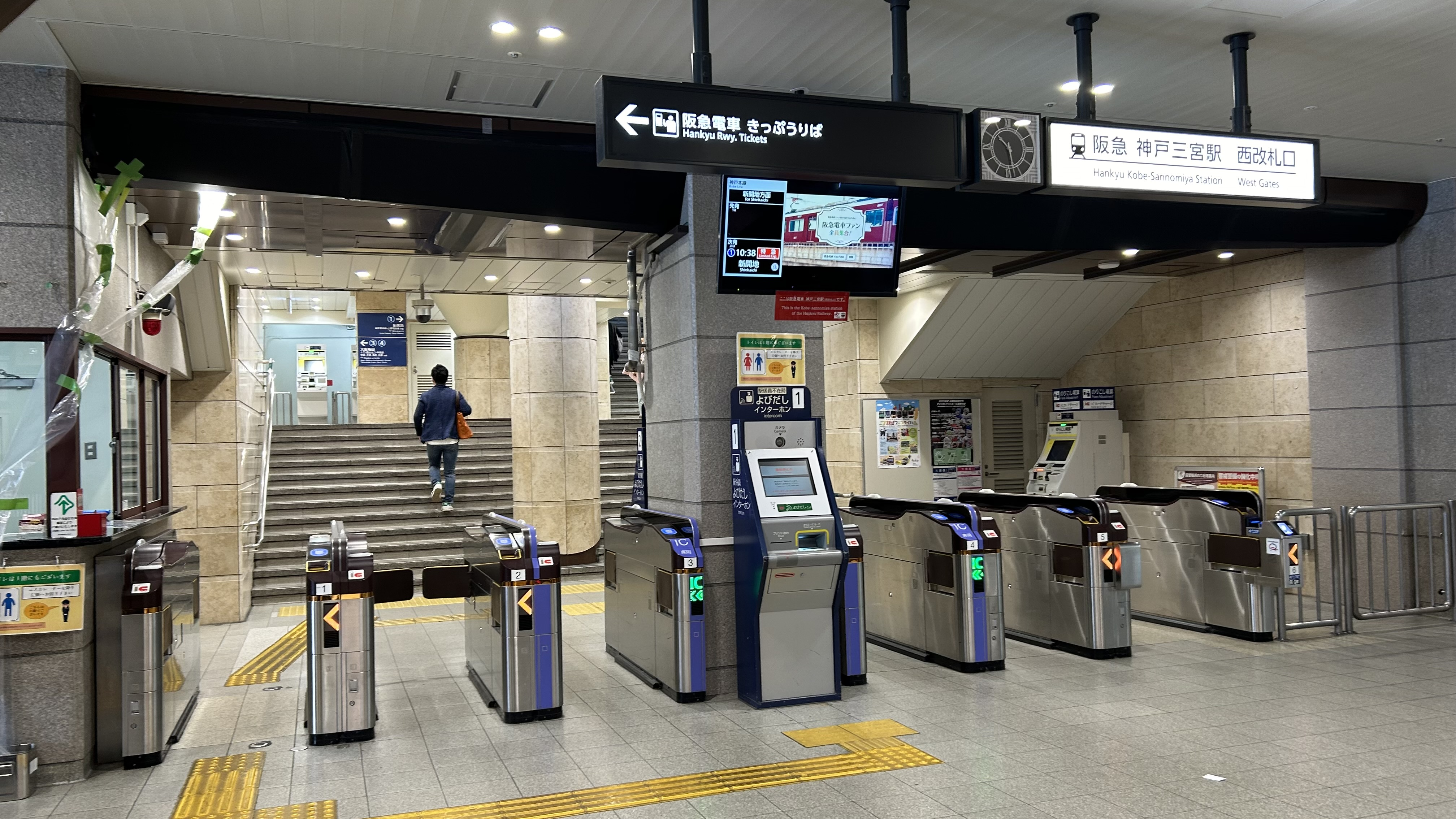
西改札口
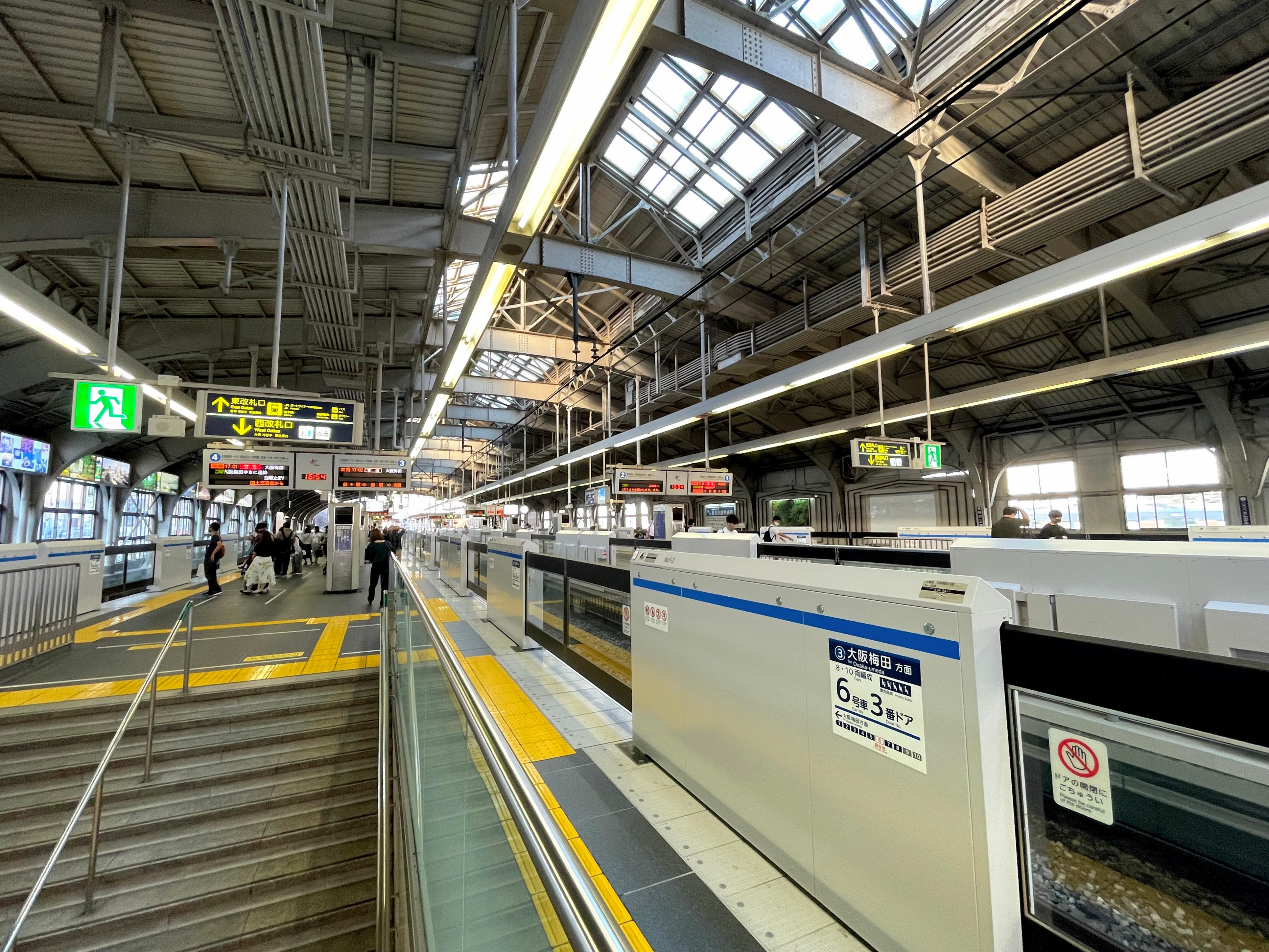
ホーム
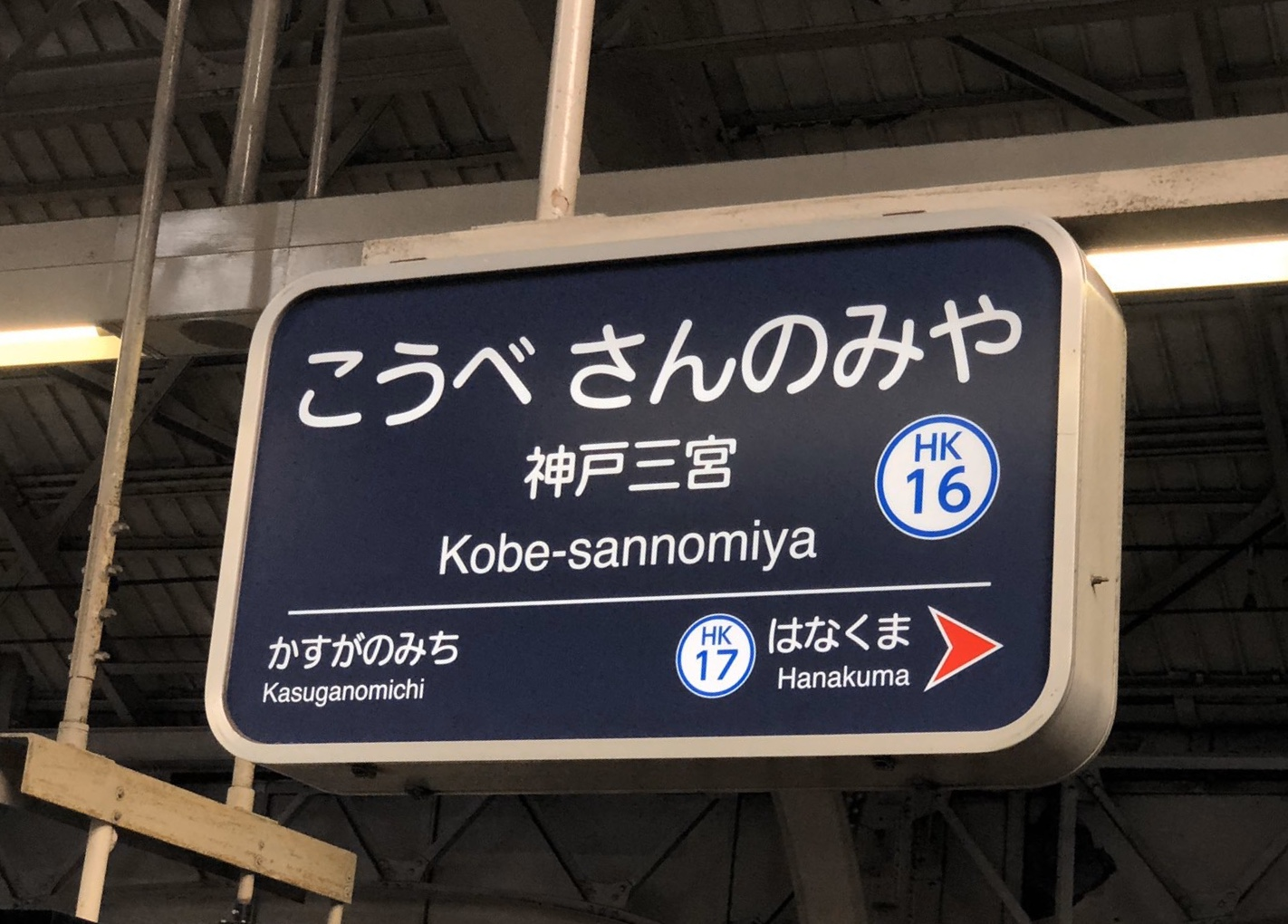
駅名標
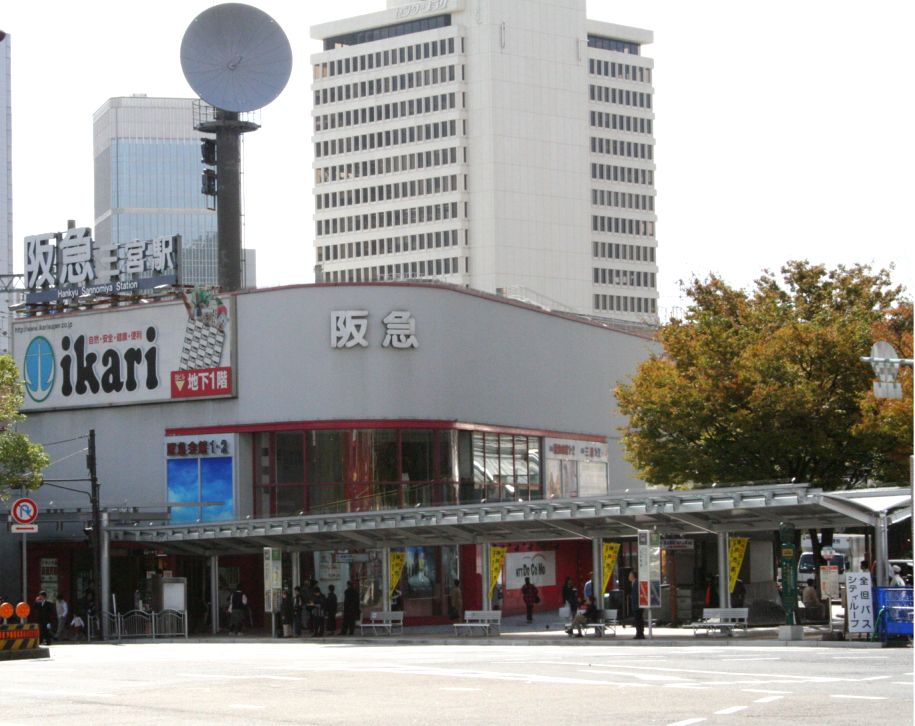
東館暫定ビル（2005年10月）
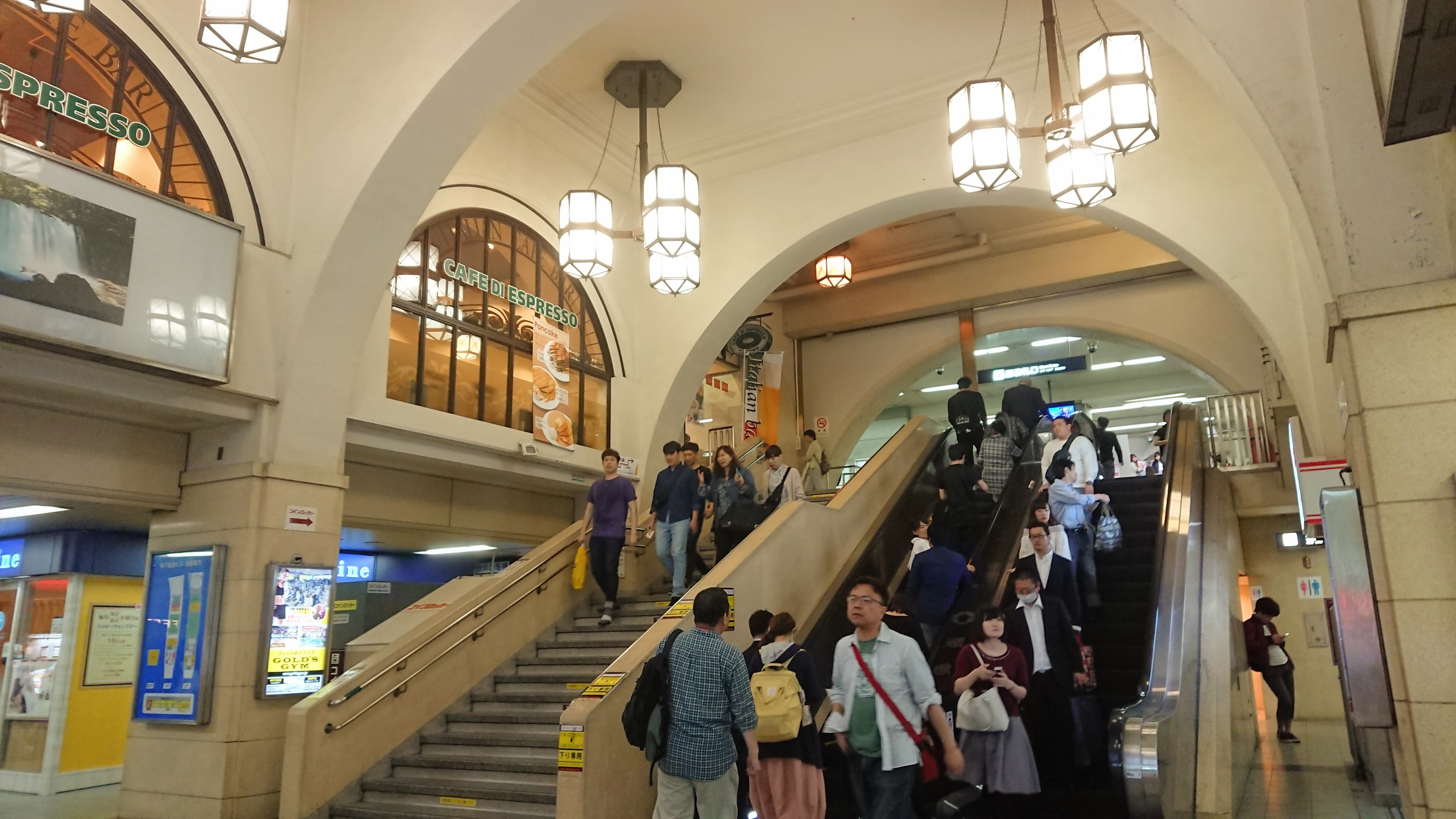
西口コンコース（リニューアル前）
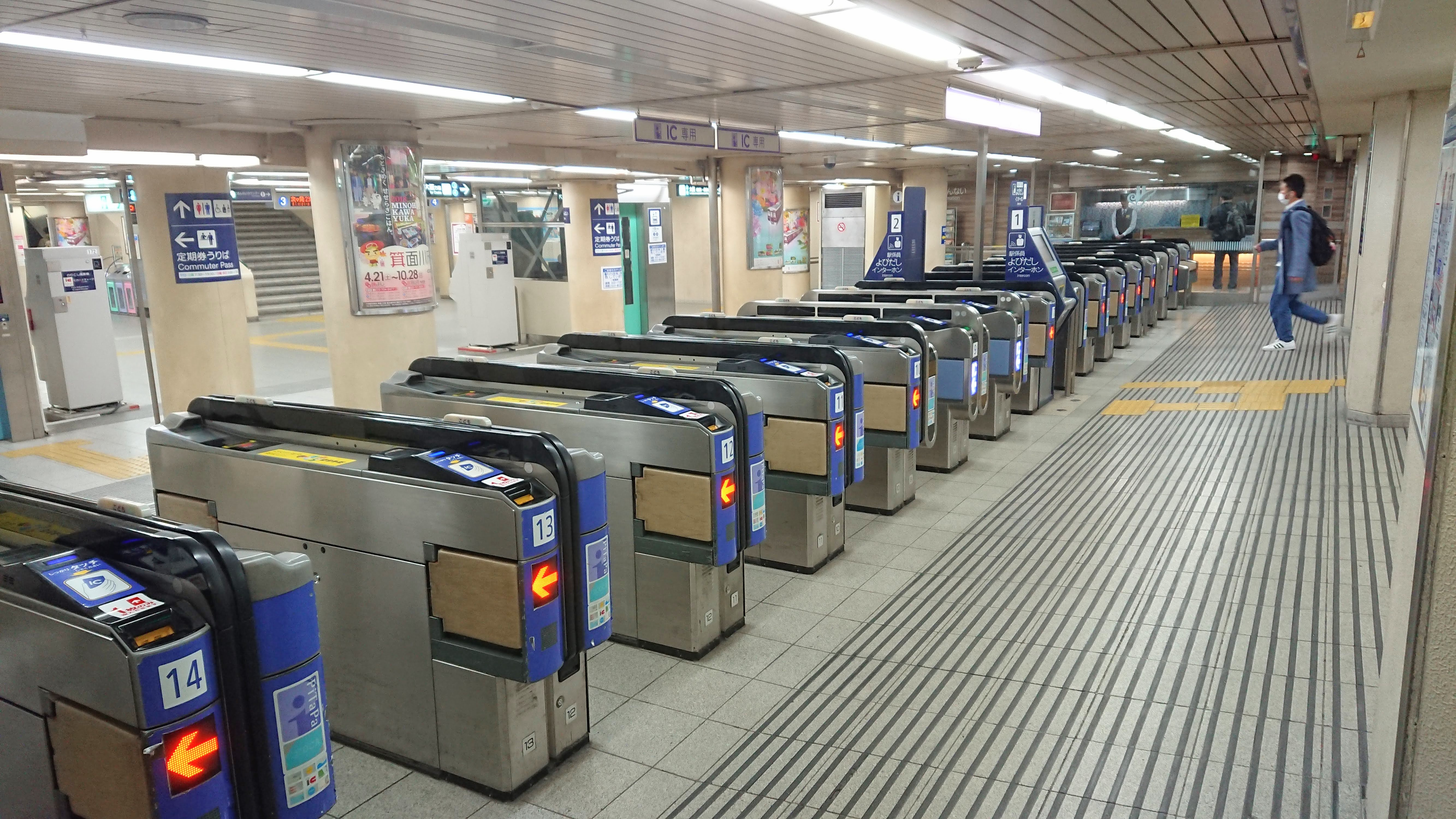
東改札口（リニューアル前）
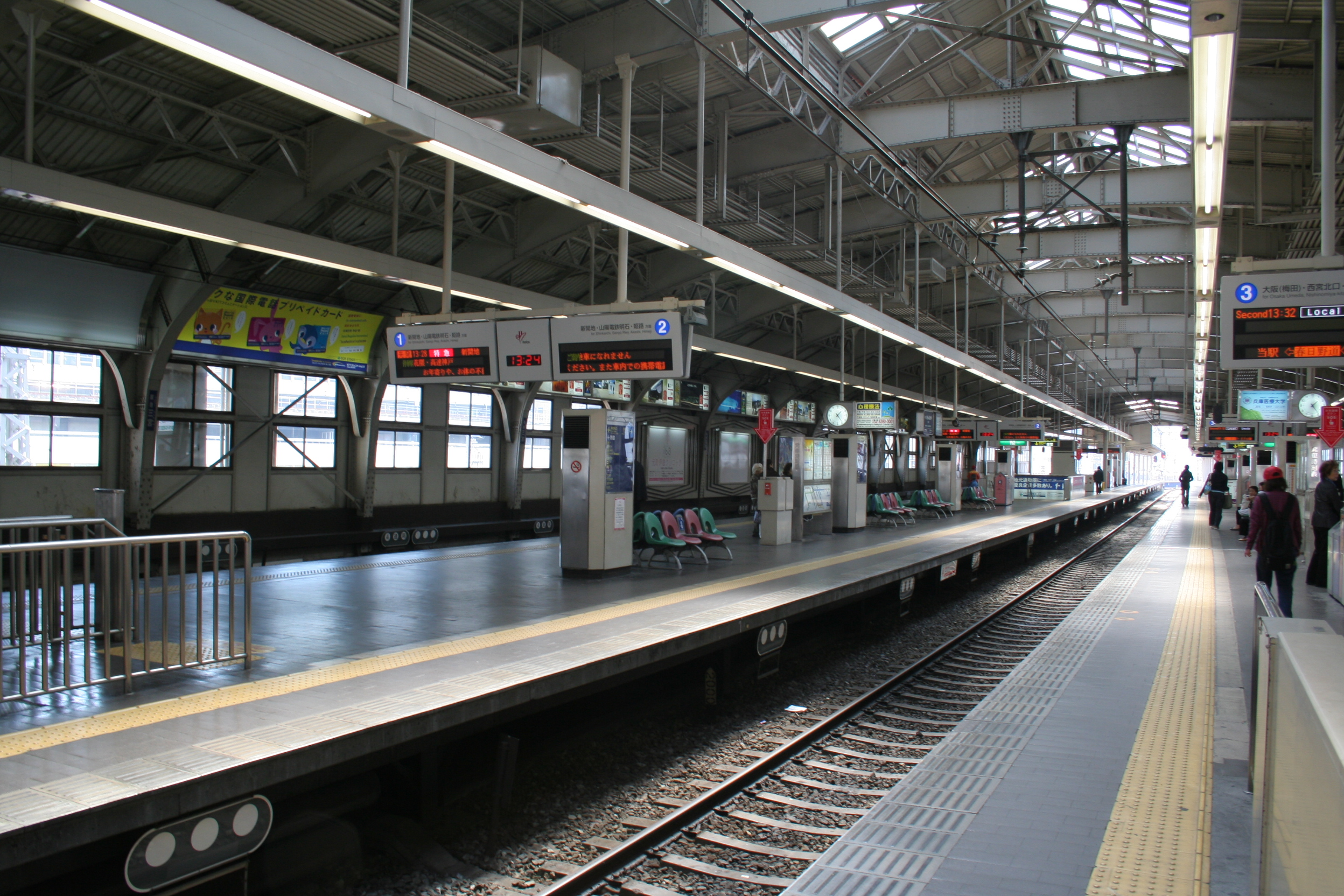
プラットホーム（ホームドア設置前）
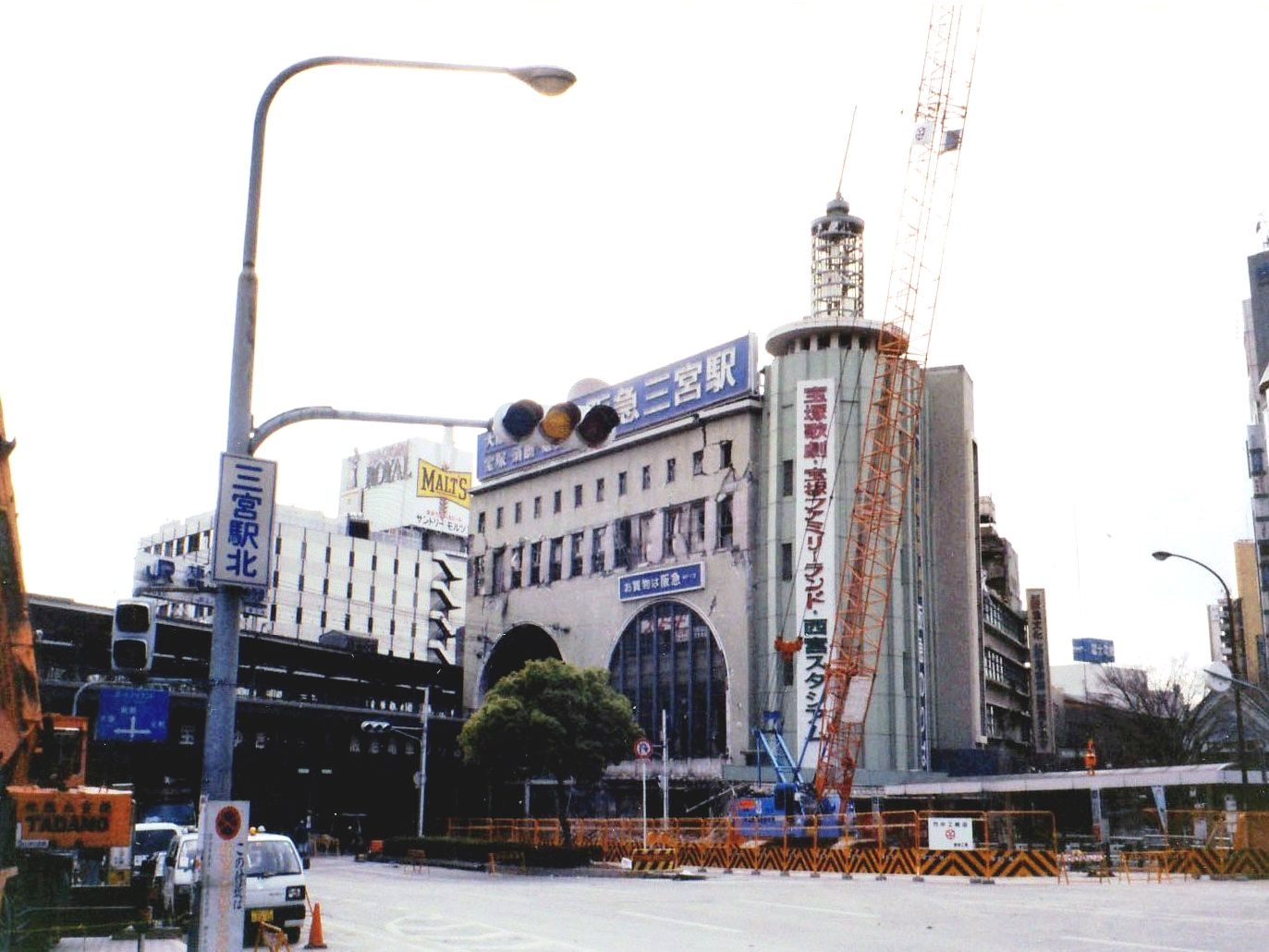
震災被害を受けた旧・神戸阪急ビル東館（1995年1月）
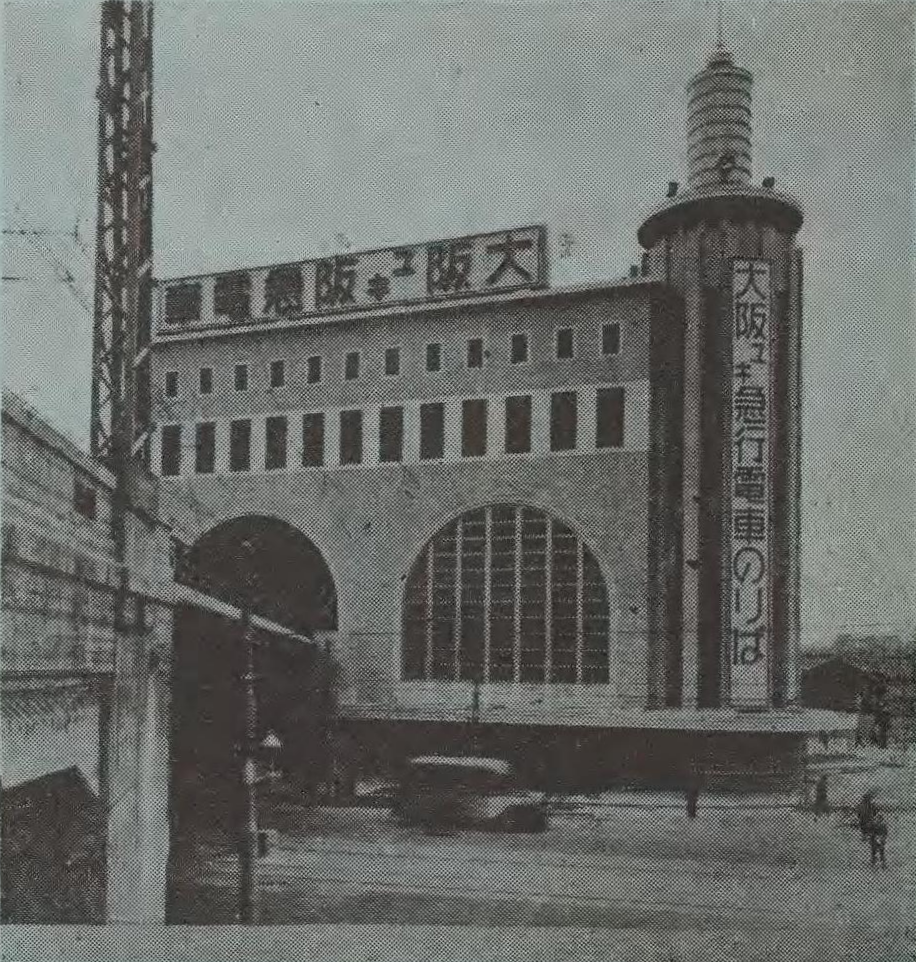
旧・神戸阪急ビル東館（1937年）

### トイレ
トイレは東・西改札内にある。

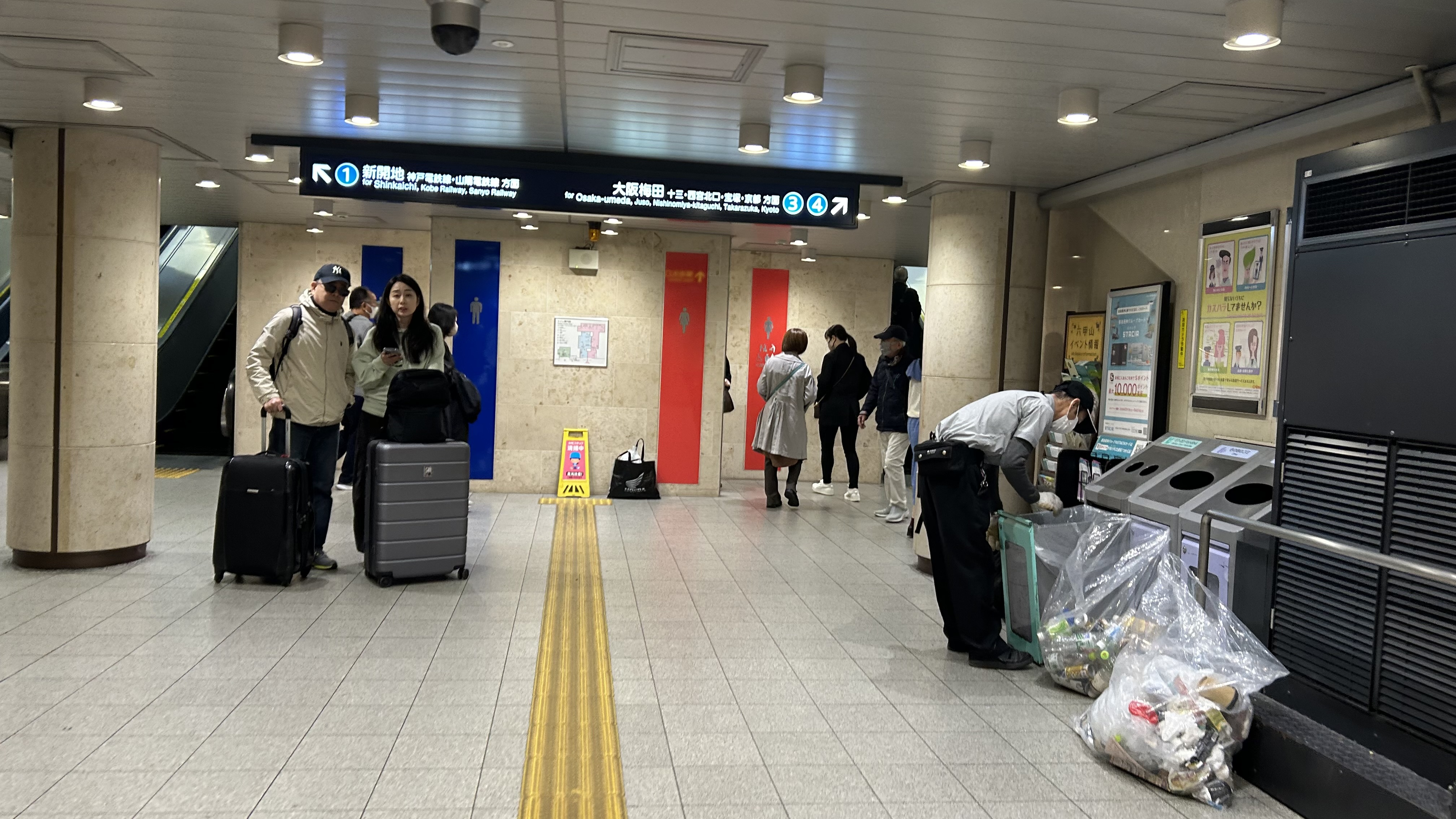
東改札内トイレ
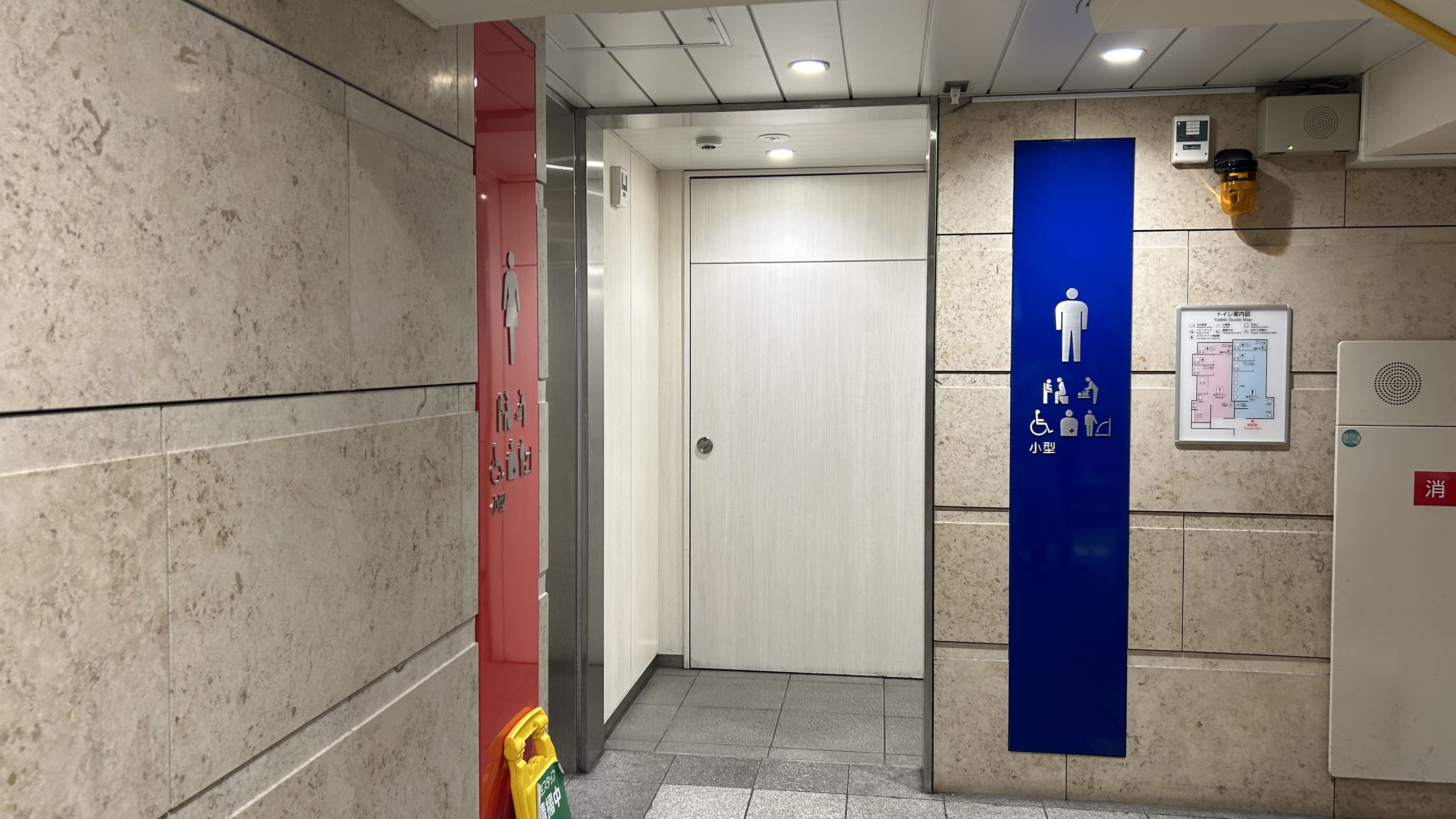
西改札内トイレ

### 登場する作品
- 黒い海峡 - 1964年、日活製作。監督江崎実生、主演石原裕次郎[26]。

槙明夫（石原裕次郎）が、当駅（西口）から阪急電車に乗って逃げる大貫哲次（中谷一郎）を、同じ電車に乗り追跡するシーンで登場。なお、映画で登場するホームは現在の2面3線ではなく、改良前の4面3線時代のものである。また、槙らが乗ったのは当時としては最新型の2000系で、一瞬ながら「貸切」の行先標を掲げた先頭車も映っている。

### 今後の構想
阪急電鉄社長の角和夫は、2015年度をめどに現在の神戸三宮駅を地下化・改装した上で、神戸市営地下鉄西神・山手線へ乗り入れる計画を発表していた。阪急側は、「神戸市郊外（西神ニュータウン）と大阪都心部が繋がれば、利便性が高まる」としている。それに対し神戸市側は、約1,000億円もの事業費の一部負担を求められる上に、新神戸駅（山陽新幹線との接続）・谷上駅（神戸電鉄有馬線との接続、神戸市北区方面）への本数を削減せざるを得ないなど、神戸市営地下鉄の経営および運営上のメリットはほとんど無いとされることから、同市は了承していない。なお、この構想が実現した場合、現在特急が乗り入れる神戸高速線新開地方面行きを廃止し、特急は梅田駅 - 西神中央駅間の運転とする見込みであった。また、神戸三宮駅が地下化された場合の跡地について社長の角は、「駅ビル（再建）は神戸線と神戸市営地下鉄との相互乗り入れ構想の進展が前提。ビル単独での再建はあり得ない」とコメントしており、周辺地域を含めた再開発に充てる等の構想も伝わってはいるが、詳細については具体化されていなかった。
2013年6月14日、この日開かれた阪急阪神ホールディングスの株主総会で角は、神戸市営地下鉄との相互乗り入れ計画と切り離した形で、神戸阪急ビル東館の再建計画を明らかにした。計画では新ビルは100メートル超かつ25階建て以上の高さになり、地下1階から地上3階までは商業施設、地上4階から15階まではオフィス、それより上には阪急阪神ホテルズ系の都市型ビジネスホテルが入居。商業施設は「駅に近接した利便性を生かした店舗」が入居の予定で、ホテルも大型のレストランや宴会場を排し宿泊に特化した形のものとなる。低層階の北東角や外観にはかつての神戸阪急ビルを模した尖塔やアーチ形の装飾も施される予定となる一方、高層階は箱形の外観となる。また、再建されるビルは震災前のような、ビルの中を電車が突き抜ける構造にはならない。再建時期については、朝日新聞の取材では「神戸市と協議の上、2014年度に着工し、3年程度で完成」と報じている一方、神戸新聞の取材では着工時期（とビル外観デザイン）は未定としている。神戸市営地下鉄との相互乗り入れ計画に関して角は神戸新聞の取材に対し、「ここ数年以内に事業化するのは厳しい。ただ、新しいビルが乗り入れを邪魔しないようにしたい」とコメントしている。この時点では、朝日、神戸両紙の報道ではビル再建後の駅の形態については報じられていなかった。
その後、2014年5月21日に開かれた会見で角は、新ビルは神戸市との協議のうえで阪神・淡路大震災20年の2015年をめどに着工する意向であることを明らかにし、そして2016年4月25日、阪急阪神ホールディングスから神戸阪急ビル東館の建て替え計画が発表になった。それによると新ビルは地上29階・地下3階でホテル、オフィス、商業施設、駅施設等で構成され、最上階には展望フロアも整備される。ホテルは、系列の阪急阪神ホテルズが運営する「remm（レム）」の上位ブランドである「レムプラス(remm+)神戸三宮」が17階～28階に入居を予定している。また地下1階と2階には、同じ阪急グループのエイチ・ツー・オー リテイリング傘下のエイチ・ツー・オー食品グループ が運営する食品スーパーである阪急オアシスが入居を予定している。今後、2021年の竣工を目指して工事が行われる。なお、この工事の影響により、当駅東改札から神戸市営地下鉄 西神・山手線の三宮駅との連絡通路の経路変更が行われ、新たにフラワーロード前に出入口が設置された。また新設された連絡通路は今までに比べてラグジュアリーな空間となっている。2021年1月27日に、開業が2021年4月16日と正式に発表された。
なお、これまで神戸三宮駅と春日野道駅との間で検討が進められていた地下化構想については、区間を神戸三宮駅と王子公園駅との間に拡大した上で地下化することによって生まれる空間を活用した事業を展開することも明らかにし、神戸市営地下鉄との相互乗り入れ計画については久元喜造神戸市長が5月27日の定例会見において、阪急側からの提案を受ければ実現性に関して議論を進める意向であることを示していた。しかし、事業費や減少傾向の沿線人口を勘案した結果「投資に見合った効果は得られない」と判断され、構想自体は撤回しないものの具体化に向けた検討作業は2019年度でいったん終了することとなった。

## 利用状況
- 神戸本線 - 2022年の通年1日平均乗降人員は89,189人である[36]。
神戸高速線との直通人員を含まない値である。同社の駅では大阪梅田駅（阪急）に次ぐ第2位である。
- 神戸高速線 - 2022年度の1日平均乗車人員は5,981人である[37]。
阪急神戸線との直通人員を含まない値である。同線の駅では高速神戸駅、新開地駅、高速長田駅に次ぐ第4位。

### 年度別一日平均乗車人員
各年度の一日平均乗車人員は下表のとおりである。
- 阪急電鉄と神戸高速の値は、直通人員を含まない。

| 年度               | 神戸本線         | 神戸本線 | 阪急神戸高速線   | 阪急神戸高速線 |
| 年度               | 1日平均 乗車人員 | 増加率   | 1日平均 乗車人員 | 増加率         |
| ------------------ | ---------------- | -------- | ---------------- | -------------- |
| 1995年（平成07年） | 54,049           |          | 7,650            |                |
| 1996年（平成08年） | 63,712           | 17.9%    | 11,367           | 48.6%          |
| 1997年（平成09年） | 60,603           | -4.9%    | 10,759           | -5.3%          |
| 1998年（平成10年） | 58,151           | -4.0%    | 10,515           | -2.3%          |
| 1999年（平成11年） | 57,038           | -1.9%    | 10,230           | -2.7%          |
| 2000年（平成12年） | 56,386           | 1.2%     | 10,134           | -0.9%          |
| 2001年（平成13年） | 58,121           | 3.1%     | 9,885            | -2.5%          |
| 2002年（平成14年） | 56,847           | -2.2%    | 9,633            | -2.5%          |
| 2003年（平成15年） | 56,276           | -1.0%    | 9,410            | -2.3%          |
| 2004年（平成16年） | 55,221           | -1.9%    | 9,186            | -2.4%          |
| 2005年（平成17年） | 58,150           | 5.3%     | 9,087            | -1.1%          |
| 2006年（平成18年） | 57,336           | -1.4%    | 7,832            | -13.8%         |
| 2007年（平成19年） | 59,822           | 4.3%     | 7,934            | 1.3%           |
| 2008年（平成20年） | 62,013           | 3.7%     | 7,769            | -2.1%          |
| 2009年（平成21年） | 59,120           | -4.7%    | 7,682            | -1.1%          |
| 2010年（平成22年） | 60,282           | 2.0%     | 7,769            | 1.1%           |
| 2011年（平成23年） | 61,052           | 1.3%     | 7,866            | 1.2%           |
| 2012年（平成24年） | 62,438           | 2.3%     | 8,293            | 5.4%           |
| 2013年（平成25年） | 63,438           | 1.6%     | 8,233            | -0.7%          |
| 2014年（平成26年） | 60,564           | -4.5%    | 7,895            | -4.3%          |
| 2015年（平成27年） | 63,123           | 4.2%     | 8,025            | 1.6%           |
| 2016年（平成28年） | 63,674           | 0.9%     | 8,016            | -0.1%          |
| 2017年（平成29年） | 63,860           | 0.3%     | 7,521            | -6.6%          |
| 2018年（平成30年） | 62,499           | -2.2%    | 7,556            | 0.5%           |
| 2019年（令和元年） | 62,934           | 0.7%     | 7,415            | -1.9%          |
| 2020年（令和02年） | 45,978           | -26.9%   | 5,082            | -31.5%         |
| 2021年（令和03年） | 47,211           | 2.7%     | 5,258            | 3.5%           |
| 2022年（令和04年） | 54,978           | 16.5%    | 5,981            | 13.8%          |

### 阪急電鉄の年次別一日乗降・乗車人員
阪急電鉄の一日平均乗降・乗車人員は下表のとおりである。
- 2007年度から2015年度までのデータは、平日の1日平均乗降・乗車人員である。
- 2016年度以降のデータは、1日平均乗降・乗車人員である。
- 神戸高速との直通人員は含まない。

| 年次               | 平日限定 乗降人員 | 平日限定 乗車人員 | 通年平均 乗降人員 | 通年平均 乗車人員 |
| ------------------ | ----------------- | ----------------- | ----------------- | ----------------- |
| 2007年（平成19年） | 107,928           | 53,631            | -                 | -                 |
| 2008年（平成20年） | 110,419           | 54,867            | -                 | -                 |
| 2009年（平成21年） | 108,259           | 54,639            | -                 | -                 |
| 2010年（平成22年） | 111,477           | 55,839            | -                 | -                 |
| 2011年（平成23年） | 111,454           | 55,898            | -                 | -                 |
| 2012年（平成24年） | 113,367           | 56,624            | -                 | -                 |
| 2013年（平成25年） | 112,377           | 55,730            | -                 | -                 |
| 2014年（平成26年） | 112,709           | 56,070            | -                 | -                 |
| 2015年（平成27年） | 113,651           | 56,545            | -                 | -                 |
| 2016年（平成28年） | -                 | -                 | 108,868           | 54,308            |
| 2017年（平成29年） | -                 | -                 | 106,816           | -                 |
| 2018年（平成30年） | -                 | -                 | 105,176           | -                 |
| 2019年（令和元年） | -                 | -                 | 105,849           | -                 |
| 2020年（令和02年） |                   |                   | 73,451            |                   |
| 2021年（令和03年） |                   |                   | 77,001            |                   |

## 特記事項

### 運賃関連
- 神戸高速線との境界は、阪急が当駅、阪神が元町駅だが、高速神戸駅以西（山陽電気鉄道・神戸電鉄方面）の駅までの運賃は阪急・阪神の駅とも同一とされている。また、阪急・阪神神戸三宮駅 - 高速神戸駅間を含む通勤定期券ではいずれの区間を経由するものでも、当駅（阪急・阪神とも）、花隈駅・西元町駅（以上神戸高速）および元町駅（阪神）で乗降が可能である[38]。
- 阪神または阪急の、梅田駅と神戸三宮駅間を含む通勤定期券では、両社いずれの路線を経由するものでも他方の梅田駅・神戸三宮駅で乗降が可能である（IC定期券を含む）[38]。但し、定期券の券面に含まれていない同区間の途中駅で下車した場合は、別途運賃が必要となる[38]。

### その他
- 1980年に葺合区と生田区が統合されて中央区となるまでは、阪急三宮駅（加納町四丁目）が生田区、阪神三宮駅（小野柄通八丁目）が葺合区に所在していた。国鉄三ノ宮駅は葺合区と生田区にまたがっていた（ホームの一部がフラワーロードの上にあり、現在の中央口・東口が葺合区、西口が生田区にあった）が、駅長室が葺合区側にあったため、所在地は「布引町四丁目」、すなわち葺合区側であった[要出典]。
- 神戸新交通・神戸市交通局の各三宮駅、阪神電気鉄道・阪急電鉄の各神戸三宮駅や、西日本旅客鉄道（JR西日本）の三ノ宮駅、市営地下鉄海岸線の三宮・花時計前駅はどの駅も町名の「三宮町」に位置していない。これは、本来の三宮が三宮神社の周辺にあるのに対して、街の東側（旧居留地の東側）が三宮として発展したことが原因である[要出典]。なお、「三宮町」には地下鉄海岸線の旧居留地・大丸前駅がある。

## 隣の駅
※括弧内の英数字は駅番号を示す。
阪急電鉄
 神戸本線・神戸高速線
■特急・■通勤特急（ともに神戸高速線内は各駅に停車）
岡本駅 (HK-11) - 神戸三宮駅 (HK-16) - 花隈駅 (HK-17)
■準特急（神戸高速線内は各駅に停車）
六甲駅 (HK-13) - 神戸三宮駅 (HK-16) - 花隈駅 (HK-17)
■快速（当駅 - 武庫之荘駅間の各駅に停車）
春日野道駅 (HK-15) - 神戸三宮駅 (HK-16) → 花隈駅 (HK-17)
■急行（当駅 - 西宮北口駅間の各駅に停車）・■普通
春日野道駅 (HK-15) - 神戸三宮駅 (HK-16) - 花隈駅 (HK-17)
■S特急
神戸三宮駅 (HK-16) - 花隈駅 (HK-17)